# نفس (علم النفس)
يشير مفهوم النفس في علم النفس إلى الكُلّية التي تشمل العقل والوعي واللاوعي. يهتم علم النفس بدراسة النفس، حيث تمثل موضوع الدراسة في ذلك الاختصاص.
إن مفهوم النفس له معان ودلالات محتلفة حسب الاعتقاد وحسب المدرسة الفلسفية. لهذا المصطلح تاريخ طويل في مجال علم النفس وفي الفلسفة، حيث مثل هذا المعنى منذ القدم أحد المفاهيم الأساسية لفهم الطبيعة البشرية من منحى علمي.